# 사이크
사이크(영어: Psych)는 2006년 7월 7일부터 2014년 3월 26일까지 USA 네트워크에서 방영한 드라마이다.

## 출연
- 제임스 로데이 - 숀 스펜서 (Shawn Spencer)
- 둘레 힐 - 버턴 거스터 (Burton Guster)
- 티머시 오먼드슨 - 칼턴 래시터 (Carlton Lassiter)
- 매기 로슨 - 줄리엣 오하라 (Juliet O'Hara)
- 커스틴 넬슨 - 캐런 빅 (Karen Vick)
- 코빈 번슨 - 헨리 스펜서 (Henry Spencer)